# Megachile scheviakovi
Megachile scheviakovi är en biart som beskrevs av Cockerell 1928. Megachile scheviakovi ingår i släktet tapetserarbin, och familjen buksamlarbin. Inga underarter finns listade i Catalogue of Life.